# كيني توماس
كيني توماس (بالإنجليزية: Kenny Thomas)‏ هو مغني بريطاني، ولد في 12 سبتمبر 1968 في إيزلينغتون ‏ في المملكة المتحدة.

## وصلات خارجية
- الموقع الرسمي
- كيني توماس على موقع ميوزك برينز (الإنجليزية)
- كيني توماس على موقع أول ميوزيك (الإنجليزية)
- كيني توماس على موقع ديسكوغز (الإنجليزية)